# شهرستان پمیسکات (میزوری)
شهرستان پمیسکات، میزوری (به انگلیسی: Pemiscot County, Missouri) یک سکونتگاه مسکونی در ایالات متحده آمریکا است که در میزوری واقع شده‌است.